# 에릭 가너 피살 사건
에릭 가너(Eric Garner, 1970년 9월 15일 ~ 2014년 7월 17일)는 뉴욕 경찰국 경찰 대니얼 팬털레오 (Daniel Pantaleo)에 의해 뉴욕 스태튼아일랜드에서 목졸라 숨진 아프리카계 미국인이다. 불법으로 담배를 판다는 혐의로 살해되었으며, 뉴욕 및 미국 전역에서 경찰의 흑인에 대한 폭력사용에 대한 항의 집회로 이어졌다.

## 사망 사건 발생
2014년 7월 17일 에릭 가너는 스태튼 아일랜드 페리 선착장 인근에서 비과세 담배를 팔던 중이었다. 사복 근무 중이었던 뉴욕시 경찰청 (NYPD) 소속 경찰관 저스틴 다미코를 포함한 4명의 단속 경찰관들은 가너를 가치담배를 불법 판매한 혐의로 체포하려 했고, 가너는 자신의 결백을 주장하며 다미코에게 항의했다. 그러던 중 경찰 대니얼 판탈레오가 가너를 뒤에서 덮치며 목을 조르는 방식으로 '초크'를 행사했다. ‘초크’는 이종격투기 유도 등 격투기에서 상대의 목을 졸라 머리에 혈액의 공급을 막는 행위로서, 뉴욕 경찰이 금지한 체포 방식이다. 다른 3명 동료 경찰관들의 도움으로 순식간에 가너를 길바닥에 눕힌 판탈레오는 15초 동안 목을 졸랐다. 가너는 "숨을 쉴 수 없다. 숨을 쉴 수 없다 (I can’t breathe. I can’t breathe.)"고 연달아 외쳤다. 현장 녹화 자료에 의하면, 가너는 11번가량 ‘숨을 쉴 수 없다’는 소리를 지르다가 19초가 지난 후 실신했다. 응급차가 왔으나, 그가 살아있다는 이유만으로 심폐소생술을 하지 않았고, 가너는 약 1시간 뒤 사망했다. 그의 사망을 판정한 뉴욕주 검시소는 가너의 사망을 '살인'으로 규정했다.

## 항의 시위 및 대배심

### 초기 시위
2014년 8월 23일 뉴욕 스태튼 아일랜드에서는 수천 명의 시민들이 모여 추모 및 항의 시위를 벌였다. 시위대원들은 가너가 숨지기 직전 경찰에게 말한 문구를 따서 "숨을 쉴 수가 없다"고 구호를 외치며, "정의가 없이는 평화도 없을 것", "흑인의 생명은 소중하다" 등의 푯말을 내세우며 시위하였다. 당일 시위에는 가너의 미망인과 자녀들도 동참했다.

### 뉴욕주 불기소 처분
2014년 12월 3일 뉴욕 스태튼아일랜드 대배심이 열렸다.14명의 백인과 9명의 소수인종으로 구성된 23인의 대배심원단은 대니얼 판탈레오 경관에게 범죄 혐의가 없다는 결론을 내리며, 그를 기소하지 않기로 평결했다. 경찰의 과잉단속이 명확해 보이고 목조르기가 직접적인 사인이라는 점에도 불구하고, 판탈레오가 형사 기소를 면하자 사실상 면죄부가 주어졌다는 비난 속에서 미 전역에서 연이은 시위가 발생했다.
12월 3일 타임스퀘어, 콜럼버스 서클, 록펠러센터 등 맨해튼 번화가의 10여 곳에서 동시다발적으로 시위가 벌어졌다. 1천여명의 시위 참가자들은 가너가 죽어가며 남긴 "숨을 쉴 수 없다"는 말을 구호로 외치는 등, 자정까지 맨해튼 남부 브루클린 다리의 도로를 점거하며 경찰과 대치하다가 4일 새벽 1시 경 해산했다. 이튿 날인 12월 4일 3000~4000명에 달하는 참가자들이 시청 앞에서 시위를 재개하여, ‘정의 없이 평화 없다’ ‘흑인의 생명도 소중하다’ ‘대배심은 사기다’ 등의 문구가 적힌 종이를 흔들면서 밤 늦게까지 시위를 벌였다. 워싱턴DC에서는 100여명의 시위대가 백악관 근처에 세워진 성탄절 트리 주변에서 드러누운 채 시위를 벌였다. 흑인 인권운동가 20여명은 오는 13일 워싱턴DC에서 대규모 항의 시위를 벌이겠다고 예고하면서 ‘퍼거슨 사태’와 ‘에릭 가너 사건’등 경찰 폭력 범죄를 수사할 특별검사를 임명하라고 요구했다.
12월 6일 시카고 불즈의 데릭 로즈는 NBA 선수 중 처음으로 '숨 쉴 수 없다(I Can't Breathe)'는 문구가 적힌 검은색 셔츠를 입었다. 이후 12월 8일 브루클린에 위치한 바클레이스 센터에서 열린 클리블랜드 캐벌리어스와 브루클린 네츠 경기에서 클리블랜드의 르브론 제임스와 카이리 어빙, 그리고 브루클린의 케빈 가넷, 앨런 앤더슨, 재럿 잭이 '숨 쉴 수 없다(I Can't Breathe)'는 문구가 적힌 검은색 셔츠를 입고 코트에 나서 경기 전 몸을 풀었다. 제임스는 경기 전 인터뷰에서 "( '숨 쉴 수가 없다'는 셔츠를 입은 것은) 가치 있는 일이다. 사회 전반에 걸쳐 이 문제에 대해 이해할 필요가 있다. 우리 가족 역시 '에릭 가너 사건'에 대해 큰 관심을 갖고 있고, 우리 모두는 인종 차별을 극복하고 더 나은 사회를 만들기 위해 행동할 필요가 있다"고 밝혔다. 어빙 역시 "가너의 가족을 존중하기 위해 이런 행동은 매우 중요하다고 생각한다"고 밝혔다.
12월 13일 워싱턴DC에서 2만5천여명 규모의 시위대가 항의시위를 벌였다. 이는 사건 발생 이래 최대 규모로 알려졌다. 플로리다 코네티컷 미주리 등 전역에서 모여둔 시민들은 워싱턴DC의 백악관과 국회의사당 사이의 프리덤 플라자와 펜실베이니아 애비뉴를 사이를 메우며, “손들었다, 쏘지마” “숨 쉴 수 없다”는 구호를 연호했다. 더불어 퍼거슨 사태의 희생자인 마이클 브라운, 아카이 걸리, 트레이번 마틴 등 유사한 사건으로 사망한 흑인 피해자들의 유가족들도 참여하였다. 가너의 어머니인 그웬 카, 가너의 아내인 이소, 브라운의 어머니 레슬리 맥스패든 등이 연설했다. 같은 날 뉴욕 맨해튼에서도 2만5천여명이 모여 비폭력 시위를 벌였으며, 샌프란시스코와 오클랜드 등지에서도 크고 작은 시위가 잇달았다.
연방 검찰은 이듬해 재수사를 하겠다고 발표했다.

### 연방 불기소 처분
2015년 1월 연방 검찰 수사가 시작되었다.
2019년 7월 16일, 사망사건 공소시효 만료를 하루 앞둔 당일, 연방 검찰은 판탈레오에게 증거 불충분을 이유로 들어 최종 불기소 처분을 내렸다. 판탈레오가 필요 이상의 무력을 ‘고의로’ 사용했다는 사실을 입증할 증거가 불충분하다는 내용이었다.
가너의 유가족은 즉각 반발하면서 뉴욕시가 팬탈레오 경관을 경찰에서 해고할 것을 요구했다. 가너의 어머니 그웬 카는 브루클린 연방지검 청사 앞에서 기자회견을 열고 "법무부가 심판을 내리는 것은 알 수 없게 됐지만 반드시 어디선가 심판이 내려지게 될 것"이라고 말하여, "끝까지 아들을 숨지게 한 경관의 죄를 묻도록 싸울 것"이라고 밝혔다.
같은 날 빌 드블라지오 뉴욕시장은 성명을 발표하여, "수년간 연방정부의 올바른 판단에 기대왔으나 앞으로 더 이상 같은 실수를 반복하지 않겠다"고 밝히며, 앞으로는 뉴욕시경과의 대치 과정에서 비무장 시민이 사망하는 경우 시경 혹은 경찰공권력남용조사위원회(CCRB)가 바로 징계 절차에 착수하도록 할 것이라고 발표했다.

### 팬털레오의 파면
2019년 8월 2일 NYPD 징계위원회가 종료되면서, 행정심판관을 맡은 로즈메리 멜도나도스 부국장이 팬탈레오를 해고할 것을 권고 사항으로 결정하였다.
2019년 8월 19일 뉴욕시경 (NYPD) 제임스 오닐 국장은 징계위원회의 파면 권고를 받아들여 팬탈레오를 파면 조치하는 결정을 발표했다.
10월 23일 팬탈레오는 자신을 파면한 결정이 부당하다며 복직을 위해 뉴욕시와 NYPD를 상대로 소송을 제기했다.

## 같이 보기
- 마틴 루터 킹 주니어의 암살 ☞ 1968년 볼티모어 폭동
- 로드니 킹 ☞ 1992년 로스앤젤레스 폭동
- 트레이번 마틴 피살 사건
- 마이클 브라운 총격 사건 ☞ 2014년 퍼거슨 봉기
- 프레디 그레이 사망 사건 ☞ 2015년 볼티모어 폭동
- 조지 플로이드 사망 사건 ☞ 조지 플로이드 사망 항의 시위